# 布魯塞爾格林芬犬
布鲁塞尔格林芬犬（Griffon Bruxellois）又称为布鲁塞尔犬、比利时犬，是一种源于比利时的犬种。
布鲁塞尔格里芬犬是一种中型犬，身高约为 30-40 厘米，体重约为 10-20 公斤。肌肉组织强健，具有斑纹。披毛中长度，通常是黑色、棕色、白色等。
布鲁塞尔格里芬犬胸部寬而深，背短、後半身特別發達。它们的前肢直挺，後肢發達，頸部力道強勁，微拱，前臉部特短，眼睛大而黑，眼睛四周也是同色，突顯神情銳利機靈。下顎突出，表現出獨立性強的性格。嘴脣寬，稍微上翹，耳根的位置高、斷耳，或維持自然原狀。尾巴剪短。

## 毛发
布鲁塞尔格林芬犬覆毛分為埂毛及粗毛兩型，埂毛型毛直且梗，針狀，類似亞分檳犬毛色有帶紅的棕色、或紅黑相雜的棕色，也有黑色的狗。埂毛型的狗幾乎不需要特別照顧。梳毛一周兩次就夠了。粗毛型的狗，必須手工梳毛。可以綁髮飾，但要注意千萬別傷害了狗毛粗硬的觸感。

## 生殖
母狗懷孕與眾不同，幼犬的頭部過大，容易難產。新生兒很小，約生1~3隻，出生後過2~4週的存活率約為60%。壽命8~10年。

## 性情
布鲁塞尔格林芬犬天生十分活泼好动。由于布鲁塞尔格里芬犬曾经是用于捕猎和追踪的犬种，因此它们可能会具有一定的追逐和挖掘本能。在家中，主人需要确保布鲁塞尔格里芬犬得到足够的活动和刺激，以避免它们因无聊而进行破坏性行为。同时，主人也要确保布鲁塞尔格里芬犬接受足够的训练和社交化，以保持它们的安全和友好。
布鲁塞尔格里芬犬英勇无畏、剛愎倔強，牠們看到比自己大10倍的狗，也會用腳踢、吠聲激昂。布魯塞爾格林芬犬适应性强而又友爱,它喜欢被主人宠爱和充分散步，饲养牠們則必須要投注更多的感情，並寬大地包容他們反覆無常的脾氣。它不需人管理，喜歡自由自在活動。若讓牠生活在狹小的空間裡，就相當不適合。能悠哉跑跳的環境是最理想的，但若非有圍籬的安全場所，則不可任其自由奔跑。布鲁塞尔格里芬犬,但不推荐给有幼儿的家庭做宠物。